# Mirostowice Dolne (gromada)
Mirostowice Dolne – dawna gromada, czyli najmniejsza jednostka podziału terytorialnego Polskiej Rzeczypospolitej Ludowej w latach 1954–1972.
Gromady, z gromadzkimi radami narodowymi (GRN) jako organami władzy najniższego stopnia na wsi, funkcjonowały od reformy reorganizującej administrację wiejską przeprowadzonej jesienią 1954 do momentu ich zniesienia z dniem 1 stycznia 1973, tym samym wypierając organizację gminną w latach 1954–1972.
Gromadę Mirostowice Dolne z siedzibą GRN w Mirostowicach Dolnych utworzono – jako jedną z 8759 gromad na obszarze Polski – w powiecie żarskim w woj. zielonogórskim na mocy uchwały nr V/30/54 WRN w Zielonej Górze z dnia 5 października 1954. W skład jednostki weszły obszary dotychczasowych gromad Mirostowice Dolne, Łaz i Stawnik ze zniesionej gminy Olbrachtów w tymże powiecie. Dla gromady ustalono 16 członków gromadzkiej rady narodowej.
1 stycznia 1972 do gromady Mirostowice Dolne włączono tereny o powierzchni 815 ha z miasta Żary w tymże powiecie.
Gromada przetrwała do końca 1972 roku, czyli do kolejnej reformy gminnej.